# Antonio Arenas
Pour les articles homonymes, voir Arenas.
Antonio Arenas Merino, né à Lima le 13 juillet 1808, et mort dans la même ville le 27 décembre 1891, est un homme d'État péruvien.
Durant la Guerre du Pacifique, il est ministre plénipotentiaire chargé des négociations de paix avec le Chili, à Arica. Il est le principal chef du gouvernement du Pérou du 3 décembre 1885 au 5 juillet 1886, en attendant de nouvelles élections, à la suite du renversement du dictateur Miguel Iglesias par Andrés Avelino Cáceres. Il exerce alors en parallèle les fonctions de ministre des Relations extérieures.